# Шахтар Павло Савелійович
Шахтар Павло Савелійович (1927—2006) — український науковець, доктор технічних наук, професор, колишній завідувач кафедри рудникових підйомних установок Донецького національного технічного університету, лауреат премії Ради Міністрів СРСР.